# Tres militiae

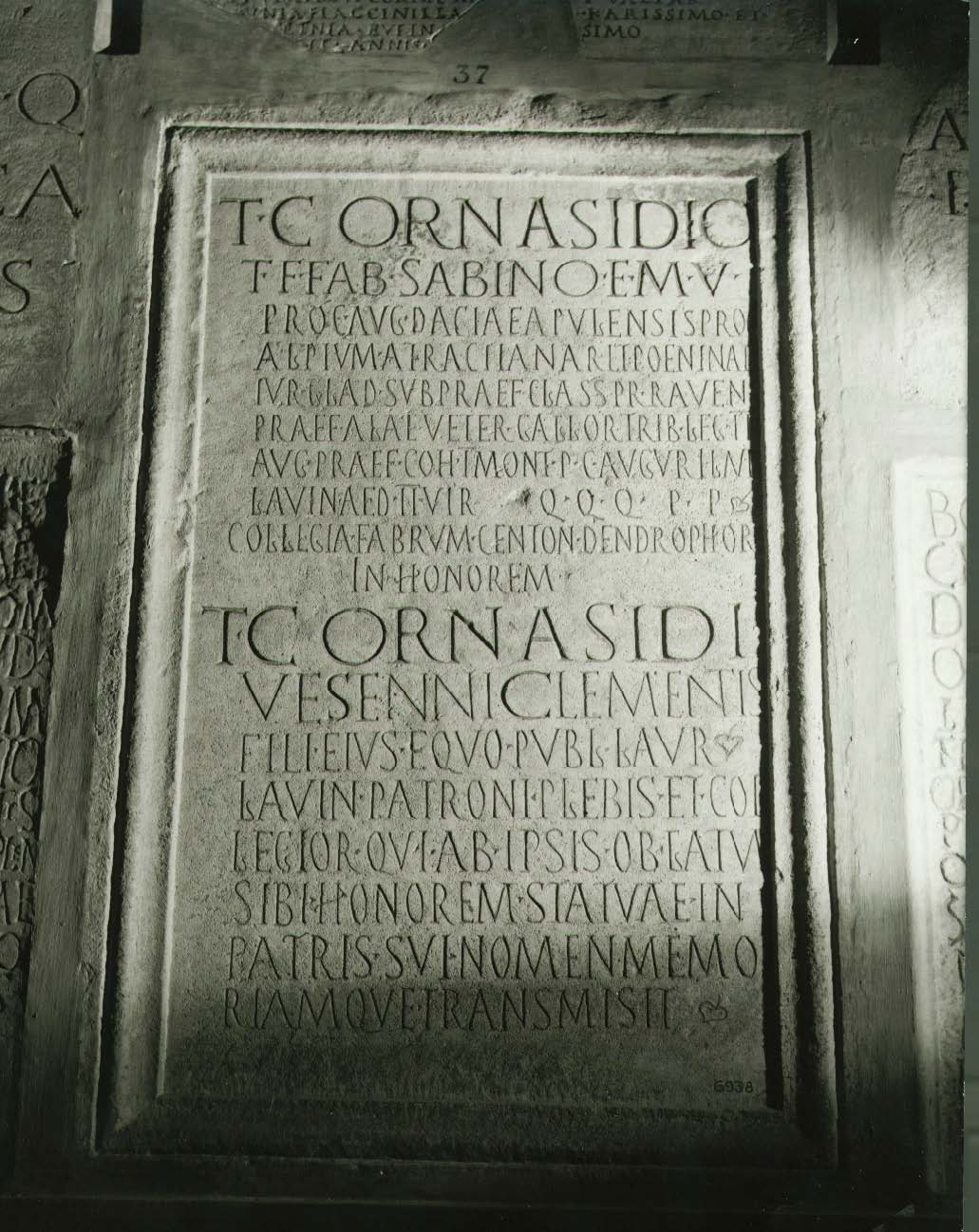
Inscripción funeraria de Tito Cornasidio Sabino que detalla su carrera ecuestre a principios del período Severo (193-211 d.C.), incluyendo su ascenso a través de las tres militiae:
- Prefecto de la Cohorte I Montanorum en Panonia;
- Tribuno militar de la Legio II Augusta en Britania;
- Prefecto de Ala veterana Gallorum en Egipto.

Las tres militiae (lit. "tres puestos militares") era una progresión de carrera del ejército imperial romano para los hombres de la orden ecuestre. Se desarrolló como una alternativa al cursus honorum del orden senatorial para permitir la movilidad social de los ecuestres e identificar a aquellos con aptitud para la administración. Los tres puestos, que normalmente se ocupaban durante un período de dos a cuatro años, eran el de prefecto de una cohorte (Praefectus cohortis), el de tribuno militar (Tribunus angusticlavius) y el de prefecto de un ala.
Los hombres que pasaban por las tres militiae a menudo se convertían en prefectos de suministros de alimentos (Praefectus annonae), prefecto de Egipto, o prefectos pretorianos, las más altas prefecturas disponibles para los ecuestres.
El emperador Trajano desempeñó un papel importante en el establecimiento de una carrera regular para los ecuestres. El primero de los tres militiae estaba al mando como prefecto de una cohorte quingenaria, una de las aproximadamente 150 unidades auxiliares de 500 hombres de las provincias. El ascenso requería el traslado a una legión con el rango de tribuno angusticlave, "tribuna militar de la franja estrecha", en referencia a la anchura más estrecha del clavus (franja rojizo-púrpura) que distinguía la toga de un ecuestre de la de un senador. Cada legión tenía cinco angusticlavi, pero incluso con unas 30 legiones, probablemente sólo había unas 20 vacantes cada año. Un puesto alternativo para la segunda militia era como tribuna auxiliar con un cohorte miliar, uno de los 30 regimientos de mil hombres cada uno. La tercera militia era prefecto de un ala, una de las 70 alas de caballería de 500 hombres cada una. En algunos casos excepcionales, un hombre podía recibir un cuarto ascenso como prefecto de un ala de mil hombres, aunque existían menos de diez alae de este tipo.
Un hombre tendría treinta y tantos años o más al final de su tres militiae, lo que podría impulsar su carrera en la política o en los negocios en casa. Algunos hombres se trasladaron a puestos en la administración imperial, especialmente como procurador.